# Regierung Haughey II
Die Regierung Haughey II war die 18. Regierung der Republik Irland, sie amtierte vom 9. März 1982 bis zum 14. Dezember 1982.
Als die Koalition aus Fine Gael (FG) und Labour Party (ILP) bei der Abstimmung über den Haushalt unterlag, kam es zur vorgezogenen Parlamentswahl am 18. Februar 1982. Stärkste Partei wurde Fianna Fáil (FF), die mit 81 von 166 Abgeordneten im Dáil Éireann (Unterhaus des irischen Parlaments) jedoch keine Mehrheit hatte. Charles Haughey (FF), bereits von 1979 bis 1981 Regierungschef, bildete eine Minderheitsregierung der Fianna Fáil unterstützt von Sinn Féin the Worker’s Party und einigen unabhängigen Abgeordneten. Haughey wurde am 9. März mit 86 gegen 79 Stimmen zum Taoiseach (Ministerpräsident) gewählt. Die Regierungsmitglieder wurden am gleichen Tag vom Präsidenten ernannt. Die Staatsminister ernannte der Regierungschef am 23. März.
Am 4. November 1982 stellte Regierungschef Haughey die Vertrauensfrage und unterlag mit 80 gegen 82 Stimmen. Daraufhin gab es zum zweiten Mal in diesem Jahr am 24. November vorgezogene Neuwahlen, bei denen Fine Gael und die Labour Party zusammen die Mehrheit gewannen.

## Zusammensetzung
| Minister                                                                                     | Minister                        | Minister | Minister         | Minister | Minister          |
| Amt                                                                                          | Name                            | Partei   | Amtszeit         | Amtszeit | Amtszeit          |
| -------------------------------------------------------------------------------------------- | ------------------------------- | -------- | ---------------- | -------- | ----------------- |
| Taoiseach (Ministerpräsident)                                                                | Charles Haughey                 | FF       | 9. März 1982     | –        | 14. Dezember 1982 |
| Tánaiste (Vizeministerpräsident) Finanzminister                                              | Ray MacSharry                   | FF       | 9. März 1982     | –        | 14. Dezember 1982 |
| Landwirtschaftsminister                                                                      | Brian Lenihan                   | FF       | 9. März 1982     | –        | 14. Dezember 1982 |
| Minister für Handel, Gewerbe und Tourismus                                                   | Desmond O’Malley                | FF       | 9. März 1982     | –        | 06. Oktober 1982  |
| Minister für Handel, Gewerbe und Tourismus                                                   | Albert Reynolds (kommissarisch) | FF       | 7. Oktober 1982  | –        | 27. Oktober 1982  |
| Minister für Handel, Gewerbe und Tourismus                                                   | Pádraig Flynn                   | FF       | 27. Oktober 1982 | –        | 14. Dezember 1982 |
| Minister für die Gaeltacht                                                                   | Pádraig Flynn                   | FF       | 9. März 1982     | –        | 27. Oktober 1982  |
| Minister für die Gaeltacht                                                                   | Denis Gallagher                 | FF       | 27. Oktober 1982 | –        | 14. Dezember 1982 |
| Außenminister                                                                                | Gerard Collins                  | FF       | 9. März 1982     | –        | 14. Dezember 1982 |
| Minister für den öffentlichen Dienst Arbeitsminister                                         | Gene FitzGerald                 | FF       | 9. März 1982     | –        | 14. Dezember 1982 |
| Verkehrsminister Minister für Post und Telegraphie                                           | John P. Wilson                  | FF       | 9. März 1982     | –        | 14. Dezember 1982 |
| Bildungsminister                                                                             | Martin O’Donoghue               | FF       | 9. März 1982     | –        | 06. Oktober 1982  |
| Bildungsminister                                                                             | Charles Haughey (kommissarisch) | FF       | 7. Oktober 1982  | –        | 27. Oktober 1982  |
| Bildungsminister                                                                             | Gerard Brady                    | FF       | 27. Oktober 1982 | –        | 14. Dezember 1982 |
| Gesundheitsminister Sozialminister                                                           | Michael Woods                   | FF       | 9. März 1982     | –        | 14. Dezember 1982 |
| Verteidigungsminister                                                                        | Patrick Power                   | FF       | 9. März 1982     | –        | 14. Dezember 1982 |
| Minister für Industrie und Energie                                                           | Albert Reynolds                 | FF       | 9. März 1982     | –        | 14. Dezember 1982 |
| Umweltminister                                                                               | Ray Burke                       | FF       | 9. März 1982     | –        | 14. Dezember 1982 |
| Minister für Fischerei und Forsten                                                           | Brendan Daly                    | FF       | 9. März 1982     | –        | 14. Dezember 1982 |
| Justizminister                                                                               | Seán Doherty                    | FF       | 9. März 1982     | –        | 14. Dezember 1982 |
| Staatsminister                                                                               |                                 |          |                  |          |                   |
| Amt                                                                                          | Name                            | Partei   | Amtszeit         | Amtszeit | Amtszeit          |
| Staatsminister beim Taoiseach Staatsminister im Verteidigungsministerium                     | Bertie Ahern                    | FF       | 9. März 1982     | –        | 14. Dezember 1982 |
| Staatsminister im Finanzministerium                                                          | Sylvester Barrett               | FF       | 23. März 1982    | –        | 14. Dezember 1982 |
| Staatsministerin im Bildungsministerium                                                      | Máire Geoghegan-Quinn           | FF       | 23. März 1982    | –        | 14. Dezember 1982 |
| Staatsminister im Landwirtschaftsministerium                                                 | Lorcan Allen                    | FF       | 23. März 1982    | –        | 14. Dezember 1982 |
| Staatsminister im Landwirtschaftsministerium                                                 | Bernard Cowen                   | FF       | 23. März 1982    | –        | 14. Dezember 1982 |
| Staatsminister im Umweltministerium                                                          | Ger Connolly                    | FF       | 23. März 1982    | –        | 14. Dezember 1982 |
| Staatsminister im Umweltministerium                                                          | Gerard Brady                    | FF       | 23. März 1982    | –        | 27. Oktober 1982  |
| Staatsminister im Umweltministerium                                                          | Niall Andrews                   | FF       | 27. Oktober 1982 | –        | 14. Dezember 1982 |
| Staatsminister im Ministerium für Fischerei und Forsten                                      | Thomas McEllistrim              | FF       | 23. März 1982    | –        | 14. Dezember 1982 |
| Staatsminister im Sozialministerium                                                          | Denis Gallagher                 | FF       | 23. März 1982    | –        | 27. Oktober 1982  |
| Staatsminister im Sozialministerium                                                          | Rory O’Hanlon                   | FF       | 28. Oktober 1982 | –        | 14. Dezember 1982 |
| Staatsminister im Verkehrsministerium Staatsminister im Ministerium für Post und Telegraphie | Terry Leyden                    | FF       | 23. März 1982    | –        | 14. Dezember 1982 |
| Staatsminister im Ministerium für Handel, Gewerbe und Tourismus                              | Seán Calleary                   | FF       | 28. Oktober 1982 | –        | 14. Dezember 1982 |
| Staatsminister im Ministerium für Industrie und Energie                                      | James Fitzsimons                | FF       | 28. Oktober 1982 | –        | 14. Dezember 1982 |

## Umbesetzungen
Am 6. Oktober 1982 traten der Minister für Handel, Gewerbe und Tourismus Desmond O’Malley und Bildungsminister Martin O’Donoghue zurück. Das Ministerium für Handel, Gewerbe und Tourismus wurde kommissarisch vom Minister für Industrie und Energie Desmond O’Malley das Bildungsministerium von Regierungschef Charles Haughey geleitet.
Am 27. Oktober wurde das Bildungsministerium von Staatsminister Gerard Brady übernommen, Staatsminister Denis Gallagher wurde Minister für die Gaeltacht, Pádraig Flynn wechselte aus dem Ministerium für die Gaeltacht ins Ministerium für Handel, Gewerbe und Tourismus. Staatsminister im Umweltministerium wurde Niall Andrews, Rory O’Hanlon wurde Staatsminister im Sozialministerium.
Zusätzlich wurden zwei weitere Staatsminister ernannt: Seán Calleary im Ministerium für Handel, Gewerbe und Tourismus und James Fitzsimons im Ministerium für Industrie und Energie.